# Carl Gustaf Qvarnström
Carl Gustaf Qvarnström, född 23 mars 1810 i Stockholm, död där 5 mars 1867, var en svensk skulptör och målare.

## Biografi
Carl Gustaf Qvarnström var son till Erik Gustaf Qvarnström, kammartjänare hos prinsessan Sofia Albertina, och hans hustru Margareta Christina Eklund. Han började vid elva års ålder i Konstakademiens principskola, där han vid tolv års ålder fick sin första utmärkelse. Några porträtt i svartkrita av de kungliga hade lett till att han fick understöd från olika håll. År 1824 deltog han med teckningar i akademiens utställning, uppflyttades i antik- och modellskolan, där Gustaf Erik Hasselgren och sedan Fredric Westin handledde honom. När Johan Niclas Byström 1829 kom hem från Italien, blev Qvarnström dennes lärjunge och övergav måleriet nästan helt. Som akademiens resestipendiat åkte han 1836 till Italien, där han stannade sex år, huvudsakligen i Rom.
År 1842 återkom Carl Gustaf Qvarnström till Stockholm och blev ledamot av akademien och 1843 vice professor. År 1852 blev han ordinarie professor och 1853 akademiläroverkets direktör. Under denna period gjorde han flera resor till Paris, München och Italien.
Carl Gustaf Qvarnströms konst var i många avseenden representativ för tidens smak och tendenser. Han tog intryck av Bengt Erland Fogelberg, i reliefen även av Bertel Thorvaldsen. Som lärare blev han högt ansedd. Under hans direktörstid och på hans initiativ bildades akademiens målarskola 1856, och från året därpå räknar landskapsskolan sin tillvaro. Flera av Qvarnströmss skisser och gipsmodeller till åtskilliga av hans verk finns på Nationalmuseum,   Arkivet för dekorativ konst, Norrköpings konstmuseum, Tekniska museet, Livrustkammaren,
Länsmuseet Gävleborg, Kulturen, Örebro läns museum, Nordiska museet, Malmö museer, Värmlands museum och Kalmar läns museum.
Han var även en skicklig målare. Ett av hans kända verk är en romersk fältherre målad i olja 60x75 cm. Verket är signerat och daterat 1830 och kan specificeras som nyklassisistiskt i empir.

## Verk i urval

### Målningar och teckningar
- Epameinondas’ död (1829)
- Fritjofs lycka (1829)
- Ingeborgs klagan (1829)

### Skulpturer
- Skjutande Amor (1830)
- Nessos och Deianeira (1831)
- Årstiderna (fyra statyer, 1834)
- Dygnets stunder (Relief, 1841)
- Uller (1841)
- Idun (1843)
- 6 allegoriska figurer (1847)

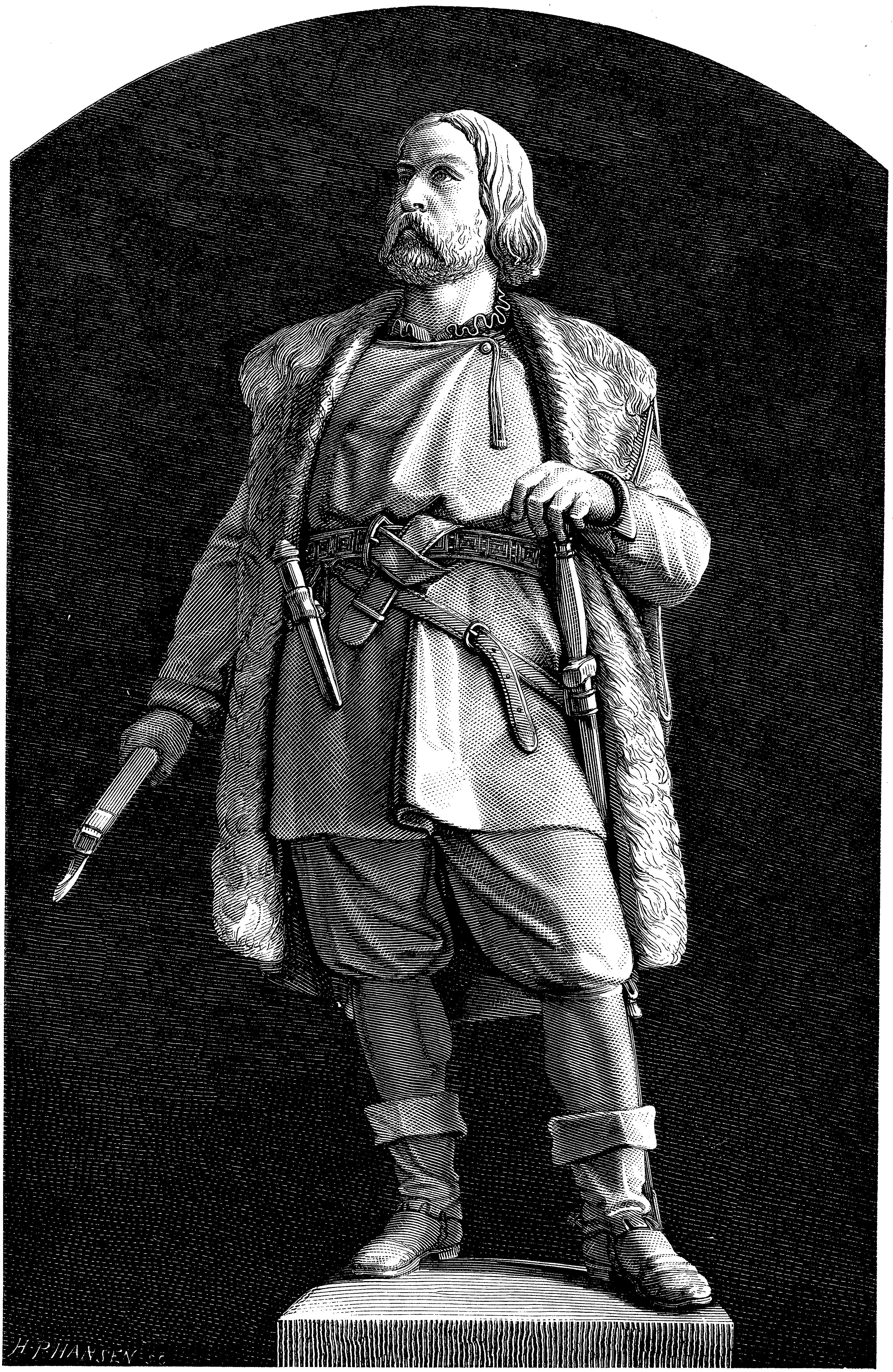
Modell till statyn över Engelbrekt Engelbrektsson i Örebro

- Esaias Tegnér (1849, Tegnérsplatsen i Lund)
- Hvilan i öknen (1851)
- Neapolitansk fiskargosse (i marmor, 1852)
- Flicka överraskad i badet (1855)
- Idun bortröfvad af jätten Tjasse i örnhamn (1856)
- Berzelius (1858, i Berzelii park, Stockholm)
- De fyra elementen (Relief, 1858)
- Carl Adolph Agardh (1859, gravmonument på Östra kyrkogården, Lund)
- Gustav Vasa (byst i brons, 1863, Vasaparken, Västerås)
- Gustav II Adolf (Riddarhuspalatset i Stockholm)
- Dagen och Natten (1860)
- Loke riktar pilen åt den blinde Höder (1863)
- Martyrerna (1866)
- Engelbrekt Engelbrektsson (1865, på Stortorget i Örebro)
- Valkyrjor föra en fallen kämpe till Valhall
- Carl Adolph Agardh (Byst, Akademiska Föreningens Konstsamling i Lund)